# 순창 임씨
순창 임씨(淳昌林氏)는 전북특별자치도 순창군을 본관으로 하는 한국의 성씨이다. 시조 임중연(林仲沇)은 고려 충숙왕 때 밀직부사, 첨의찬성사 등을 지내며 순창군에 봉해졌으며, 동정성(東征省)을 관리하는 일을 맡았다.

## 참고 자료
- “순창임씨(淳昌林氏)”. 뿌리를 찾아서.[깨진 링크(과거 내용 찾기)]